# Лотівська сільська рада
Ло́тівська сільська́ ра́да — адміністративно-територіальна одиниця та орган місцевого самоврядування в Шепетівському районі Хмельницької області. Адміністративний центр — село Лотівка.

## Загальні відомості
Лотівська сільська рада утворена в 1937 році.
- Територія ради: 2,179 км²
- Населення ради: 560 осіб (станом на 2001 рік)

## Населені пункти
Сільській раді підпорядковані населені пункти:
- с. Лотівка
- с. Саверці

## Склад ради
Рада складається з 16 депутатів та голови.
- Голова ради: Павлюк Олександр Олексійович
- Секретар ради: Комісарчук Ганна Вікторівна

### Керівний склад попередніх скликань
| Прізвище, ім'я, по батькові  | Основні відомості                                                 | Дата обрання | Дата звільнення |
| ---------------------------- | ----------------------------------------------------------------- | ------------ | --------------- |
| Павлюк Олександр Олексійович | Сільський голова, 1965 року народження, освіта вища, безпартійний | 26.03.2006   | 31.10.2010      |
| Павлюк Олександр Олексійович | Сільський голова, 1965 року народження, освіта вища, безпартійний | 31.10.2010   |                 |

Примітка: таблиця складена за даними сайту Верховної Ради України

### Депутати
За результатами місцевих виборів 2010 року депутатами ради стали:

#### За суб'єктами висування
| Суб'єкт висування | Кількість обраних депутатів | %    |
| ----------------- | --------------------------- | ---- |
| Самовисування     | 10                          | 62,5 |
| Партія регіонів   | 5                           | 31,3 |
| Народна партія    | 1                           | 6,3  |

#### За округами
| № округу        | Прізвище, ім'я, по батькові  | Дата визнання обраним | Освіта             | Партійна приналежність | Відомості про обраного депутата                   |
| --------------- | ---------------------------- | --------------------- | ------------------ | ---------------------- | ------------------------------------------------- |
| Народна Партія  |                              |                       |                    |                        |                                                   |
| 9               | Королюк Іван Миколайович     | 02.11.2010            | середня спеціальна | позапартійний          | ДП «Шепетівський лісгосп», майстер лісу           |
| Партія регіонів |                              |                       |                    |                        |                                                   |
| 1               | Бенч Неоніла Володимирівна   | 02.11.2010            | середня спеціальна | позапартійна           | Лотівський БК, директор                           |
| 3               | Голік Неля Вікторівна        | 02.11.2010            | середня спеціальна | позапартійна           | Лотівська сільська рада, бухгалтер                |
| 7               | Комісарчук Ганна Вікторівна  | 02.11.2010            | середня спеціальна | позапартійна           | Лотівська сільська рада, секретар                 |
| 12              | Мирончук Микола Миколайович  | 02.11.2010            | середня спеціальна | позапартійний          | пенсіонер                                         |
| 14              | Мороз Оксана Володимирівна   | 02.11.2010            | середня спеціальна | позапартійна           | бухгалтер                                         |
| Самовисування   |                              |                       |                    |                        |                                                   |
| 2               | Васильченко Валерій Павлович | 02.11.2010            | середня спеціальна | позапартійний          | ТОВ «Подільський господар», зав. фермою           |
| 4               | Демчук Віктор Васильович     | 02.11.2010            | середня спеціальна | позапартійний          | ТОВ «Подільський господар», будівельник           |
| 5               | Демчук Галина Петрівна       | 02.11.2010            | середня спеціальна | позапартійна           | ТОВ «Подільський господар», ветеринарний фельдшер |
| 6               | Закалата Микола Олексійович  | 02.11.2010            | середня спеціальна | позапартійний          | ТОВ «Подільський господар», будівельник           |
| 8               | Кошетар Олександр Петрович   | 02.11.2010            | вища               | позапартійний          | ТОВ «Лотівка-Еліт», різноробочий                  |
| 10              | Кляп Зінаїда Іванівна        | 02.11.2010            | вища               | позапартійна           | ТОВ «Лотівка-Еліт», бухгалтер                     |
| 11              | Манійчук Володимир Павлович  | 02.11.2010            | середня спеціальна | позапартійний          | ТОВ «Лотівка-Еліт», комірник                      |
| 13              | Мирончук Сергій Миколайович  | 02.11.2010            | середня спеціальна | позапартійний          | ТОВ «Лотівка-Еліт», електрик                      |
| 15              | Палій Володимир Дмитрович    | 02.11.2010            | середня спеціальна | позапартійний          | ТОВ «Лотівка-Еліт», шофер                         |
| 16              | Юзьков Олег Петрович         | 02.11.2010            | вища               | позапартійний          | ТОВ «Лотівка-Еліт», агроном                       |